# Маджд Иззат аль-Чурбаджи
Маджд Иззат аль-Чурбаджи (араб. مجد عزت الشربجي‎, род. 1981, Дарайя, Дамаск) — сирийский борец за мир. В 2015 году она была удостоена Международной женской премии за отвагу за свою работу с женщинами и защиту прав человека в Сирии.

## Биография
Мадж Иззат аль-Чурбаджи родилась в 1981 году в городе Дарайя, Сирия. Когда ей было шесть месяцев, её семья бежала во Францию, спасаясь от насилия в регионе, но вернулась в 1991 году. Она окончила Дамасский университет по специальности «французская литература». После колледжа работала над антикоррупционной кампанией в пригороде Дамаска.

## Активизм
Когда «арабская весна» перекинулась на Сирию, Чурбаджи организовала сидячие забастовки, призывая к освобождению политических заключенных. Она была арестована и пострадала от жестокости полиции. Несмотря на травмы, Чурбаджи настаивала на мирном протесте. Она организовала семинары среди заключенных, чтобы научить их построению мира и гражданственности. Чурбаджи убедила 150 женщин-заключенных объявить голодовку, чтобы заставить режим представить их дела судье. Её ненасильственная тактика в конечном итоге привела к слушанию в суде Дамаска, где она и 83 заключенных были освобождены в результате обмена заключёнными с сирийской оппозицией. Продолжающаяся слежка со стороны сирийских сил безопасности привела к бегству Чурбаджи с её тремя детьми в соседний Ливан.
2 января 2014 года Чурбаджи основала в Ливане «Женщины сейчас», центр по оказанию поддержки беженкам. Центр проводит обучение парикмахерскому делу и косметологии, компьютерной грамотности, рисованию, вышивке, изучению английского и французского языков, вязанию, а также оказывает психологическую поддержку женщинам и их детям.